# Discografia degli Alphaville
Discografia degli Alphaville.

## Album in studio
- 1984 – Forever Young
- 1986 – Afternoons in Utopia
- 1989 – The Breathtaking Blue
- 1994 – Prostitute
- 1997 – Salvation
- 2003 – CrazyShow
- 2010 – Catching Rays On Giant
- 2017 – Strange Attractor

## Album dal vivo
- 2000 – Stark Naked and Absolutely Live

## Raccolte
- 1988 – Amiga Compilation
- 1988 – The Singles Collection
- 1992 – First Harvest 1984-92
- 1993 – History

## Cofanetti
- 1999 – Dreamscapes
- 2005 – Dreamscapes Revisited

## Remix
- 2001 – Forever Pop

## Singoli
- 1984 – Big in Japan
- 1984 – Sounds Like a Melody
- 1984 – Forever Young
- 1985 – Jet Set
- 1986 – Dance with Me
- 1986 – Universal Daddy
- 1986 – Jerusalem
- 1986 – Sensations
- 1987 – Red Rose
- 1989 – Romeos
- 1989 – Summer Rain
- 1990 – Mysteries of Love
- 1994 – Fools
- 1994 – The Impossible Dream
- 1997 – Whisful Thinking
- 1997 – Flame
- 1999 – Soul Messiah
- 2001 – Moonboy
- 2001 – See Me Thru
- 2001 – Those Wonderful Things
- 2001 – And as for Love
- 2001 – Upside Down
- 2001 – Parallel Girlz (Cloud Nine)
- 2001 – Shadows She Said (Omerta)
- 2001 – First Monday (In the Year 3000)
- 2001 – (Waiting for the) New Light
- 2001 – Miracle Heating
- 2001 – On the Beach
- 2003 – Elegy

## Promo
- 1999 – Visions of Dreamscapes
- 2003 – CrazyShow Excerps

## Videografia

### VHS
- 1990 – The Breathtaking Blue Songlines
- 1993 – MoonOffice Compilation

### DVD
- 2001 – Little America: Live 1999 In Salt Lake City, Utah / USA